# Абрамов, Борис Иванович
Абрамов Борис Иванович (17.07.1950, Тюмень, РСФСР, СССР) — советский и российский инженер, ученый, организатор науки и промышленности в области автоматизированного электропривода, предприниматель, первый заместитель генерального директора ОАО «Электропривод», генеральный директор ООО «Электротехническая промышленная компания» (ООО «Электропром»), действительный член Академии электротехнических наук Российской федерации, доктор электротехники.

## Биография

### Ранние годы. Образование. Начало карьеры
Борис Иванович Абрамов родился 17 июля 1950 года в г. Тюмень.
Отец, Абрамов Иван Сергеевич, служащий.
Мать, Абрамова (Стародворская) Александра Николаевна, бухгалтер.
В 1967 году Б. И. Абрамов окончил среднюю школу № 24 г. Тюмени и поступил на электротехнический факультет Тюменского индустриального института
В 1972 году окончил институт по специальности «Электрификация и автоматизация горных работ», получив квалификацию «Горный инженер — электрик».
В том же году Б. И. Абрамов поступил на работу в Западно-Сибирский филиал Всесоюзного научно-исследовательского и проектно-конструкторского института нефтяного машиностроения (ВНИИНЕФТЕМАШ) на должность инженера.
В 1976 году Б. И. Абрамов поступил в очную аспирантуру Московского института нефтехимической и газовой промышленности имени академика И. М. Губкина, которую окончил в 1979 году.
После окончания аспирантуры, в сентябре 1979 года поступил на работу во Всесоюзный научно-исследовательский и проектно-конструкторский институт по автоматизированному электроприводу в промышленности, сельском хозяйстве и на транспорте (ВНИИЭлектропривод, с 1993 г. — ОАО «Электропривод»).

### Исторический очерк
С начала 1950-х гг. прошлого столетия в СССР осуществлялся постепенный переход приводов буровых установок с дизель-механического группового на индивидуальные электрические и дизель-электрические.
Этот переход был во многом реализован благодаря решениям, разработанным в научно-исследовательском институте ВНИИЭлектропривод (в 1942—1963 годах — ЦКБ «Электропривод»), коллектив которого создал конструкцию и освоил производство комплектных устройств управления электроприводами на базе двигателей постоянного тока, синхронных двигателей с фазным ротором и асинхронных электродвигателей.
Комплектные устройства управления разрабатывались и поставлялись для всех типов буровых установок (стационарных, мобильных, морских) с условной глубиной бурения от 1600 до 6000 м.
В 1960-1980 годы во «ВНИИЭлектропривод» были разработаны и поставлены на производство комплектные устройства для буровых установок БУ-75 и БУ-80 с приводами на базе асинхронных электродвигателей с фазным ротором.

Для дальнейшего увеличения производительности потребовалось применение электропривода с возможностью регулирования частоты вращения главных буровых механизмов в широком диапазоне. Первые системы тиристорного электропривода постоянного тока были успешно внедрены на дизель-электрических морских плавучих буровых установках ПБУ-6000/60 (установка «Баку», 1975 г.) и ППБУ- 6500/200 (установка «Шельф-1», 1981 г.). В дальнейшем системы тиристорного электропривода начали применять на буровых установках для наземного бурения скважин глубиной 2500-3000 м, а затем и для глубин 4000-5000 м. На уникальной буровой установке БУ — 15000 «Кольская сверхглубокая», была достигнута глубина бурения свыше 12000 м. 

Сооружения уникальной буровой установки БУ-15000

По разработкам ВНИИЭлектропривод с 1954 по 2003 год было поставлено 19549 комплектов электроприводов. Огромный вклад в развитие института и разработку электроприводов буровой техники внес участник ВОВ, доктор технических наук, профессор М. Г. Юньков (1922—2017), работавший директором ВНИИЭлектропривод с 1968 по 1986 годы. Активное участие в развитии научного потенциала института принял заместитель М. Г. Юнькова, известный учёный, доктор технических наук, профессор О. В. Слежановский.
Начиная с 1985 года Волгоградский завод буровой техники (ВЗБТ) с участием ВНИИЭлектропривод и ряда электротехнических заводов освоил производство серийных буровых установок БУ-2500 ЭП и БУ-2500 ДЭП. Буровые установки класса БУ-2500ЭП с электроприводом постоянного тока (электрическая) и БУ-2500ДЭП (дизель-электрическая) выпускались с 1985 г. по 1995 гг.
Таким образом, результатом многолетних научно-исследовательских и опытно-конструкторских работ коллектива ВНИИЭлектропривод явилось создание, освоение производства, внедрение тиристорных электроприводов постоянного тока для буровых установок всех классов. При этом в промышленности произошла практически полная замена устаревшего нерегулируемого электропривода переменного тока, поскольку, начиная с 1985 г. практически все новые буровые установки оснащались электроприводом постоянного тока.

### Работа во ВНИИ «Электропривод»
Опыт работы, связанный с буровыми установками, Б. И. Абрамов приобрел, работая во ВНИИНЕФТЕМАШ, где им ещё в 1972 г. была разработана система управления ленточным тормозом буровой лебедки.
Работая в 1979—1994 годах младшим научным сотрудником, старшим научным сотрудником, заведующим лабораторией во «ВНИИЭлектропривод», Б. И. Абрамов принял непосредственное участие в разработке электроприводов буровых установок.

Работа буровой установки в зимний период у условиях Крайнего Севера

При участии Б. И. Абрамова в разработке по сравнению с предшествующими моделями были приняты принципиально новые для данного класса буровых установок технические решения: регулируемый тиристорный электропривод постоянного тока; использование двухскоростной лебедки (взамен многоскоростной); повышение монтажной технологичности и транспортабельности; практически полная унификация электрооборудования главных механизмов при питании от централизованных электрических сетей или от автономных дизель-электростанций (ДЭС); при питании от ДЭС — возможность применения любых (лучших по характеристикам) моделей дизель-электрических агрегатов, а при питании от сети — возможность (за счет снижения пусковых токов) питания от относительно длинных электрических линий — до 12-14 км. Все примененное оборудование — только российского производства. Основные технические решения соответствовали по своему уровню зарубежной буровой техники.
При непосредственном участии Абрамова Б. И., были разработаны и освоены в производстве несколько модификаций буровых установок класса БУ-2900 с аналоговой модернизированной системой тиристорного электропривода. Создание тиристорных устройств управления электроприводами контейнерного исполнения определило высокую работоспособность сложных электротехнических устройств в тяжелых условиях эксплуатации.

### Работа на руководящих должностях в ОАО «Электропривод»
Развал промышленности СССР в начале 1990-х годов потребовал от руководства ВНИИЭлектропривод (чуть позже преобразованного в ОАО «Электропривод») новых решений в разработке и производстве электроприводов, как технических, так и организационных.
В 1995 году в ОАО «Электропривод» был организован научно-производственный центр «Электронефтегаз», который возглавил начальник лаборатории Абрамов Б. И.

#### Разработка новых электроприводов для буровой техники
Имея богатый конструкторский и производственный опыт, Борис Иванович с присущей ему энергией приступил к новым разработкам, в результате которых в период с 1996 по 2004 гг.. были разработаны комплекты регулируемых электроприводов нового поколения, БУ-2900/200 ЭПКБМ (1996—1997 гг..) и БУ 2900/175 ДЭП (1998—1999 гг..) с упрощенными схемами силовых цепей и цепей управления; при этом увеличена единичная мощность электроприводов и повышена насыщенность комплектных устройств управления. Сократились габариты и масса комплектных устройств главных электроприводов, количество и масса кабелей, за счёт чего было обеспечено значительное улучшение монтажно-транспортных характеристик оборудования буровых установок в целом.
В 1997 году Б. И. Абрамов был назначен первым заместителем генерального директора ОАО «Электропривод» Кочеткова В. Д. (1935—2010).

Буровая установка БУ-3900-225, оснащённая электроприводами ОАО «Электропривод»

В этот период, на базе технических решений, созданных ОАО «Электропривод» и АО «Электросила», был разработан и изготовлен комплект электрооборудования новой установки с питанием от электрической сети повышенного напряжения (690 В, вместо — 400 В) — БУ-3900/225 ЭПКБМ.02.
Для привода всех главных механизмов использовался унифицированный электродвигатель постоянного тока мощностью 800 кВт.
В дальнейших разработках, выполненных коллективом института под руководством Абрамова Б. И. были предложены и реализованы решения, которые в значительной степени определили долговременные направления совершенствования электроприводов и конструкций соответствующих механизмов. Наряду с научно-исследовательскими работами, специалистам НПЦ «Электронефтегаз» приходилось прилагать много усилий для проведения шеф-монтажа, наладки и промышленным испытаниям электроприводов непосредственно на объектах.
Первый комплект оборудования для морского бурения, разработанный ОАО «Электропривод», был поставлен в 1995 году (погружная буровая для Обской губы). Всего институтом было поставлено 26 комплектов электроприводов для морского бурения (ПБУ-6000/60, СПБУ-6500 и другие).
Следующим этапом развития отечественных электроприводов, в котором принял активное участие Б. И. Абрамов, стало повышение степени автоматизации на основе микропроцессорных систем управления.
В 2000 г. был разработан, изготовлен и введен в эксплуатацию на действующей установке БУ-2900/200 ЭК БМЧ в ОАО «Сургутнефтегаз» первый образец отечественного электропривода с микропроцессорным управлением.

#### Разработка техники для горно-промышленного комплекса
Б. И. Абрамов в качестве первого заместителя генерального директора ОАО «Электропривод» стал научным руководителем одного из важнейших направлений деятельности института — работ по созданию электроприводов для экскаваторов горно-промышленного комплекса.

Карьерный экскаватор ЭКГ-20 с электроприводами ОАО «Электропривод»

Первые образцы экскаваторов с емкостью ковша 5-20 кубических метра выпускались в СССР с регулируемым электроприводом по системе Г-Д (генератор-двигатель) с установленной мощностью электрических машин от 400 до 60000 кВт. В новых реалиях перед коллективом ВНИИИЭлектропривод встала задача заменить многочисленные генераторы постоянного тока унифицированными тиристорными преобразователями, в рамках решения которой были разработаны 4 исполнения преобразователей на различные напряжения и токи, что позволило обеспечить все существующие модели экскаваторов. Особые сложности возникали при доводке тиристорного электропривода экскаваторов в Якутии, где морозы доходили до минус 50 градусов по Цельсию.
Одним из последних достижений ОАО «Электропривод» стала установка на экскаваторе ЭКГ-20 с емкостью ковша 20 кубических метров отечественного тиристорного электропривода суммарной мощностью 2200 кВт. Всего изготовлено 22 таких машины.
Б. И. Абрамовым (в соавторстве) была выпущена монография «Современное состояние и направления развития электротехнических комплексов одноковшовых экскаваторов», которая подвела итоги предыдущей работы и определила дальнейшее направление работы по разработке этой техники.

### Руководство ООО «Электропром»
В 2008 году Б. И. Абрамов организовал компанию ООО «Электропром», в качестве генерального директора которой он активно продолжил разработку электрооборудования для буровых установок с учетом положительного опыта прежней работы и славных традиций ВНИИЭлектропривод.

Комплектный электропривод в контейнерном исполнении, изготовленный ООО «Электропром»

Шильдик на комплекте электроприводов БУ5000, изготовленных ООО «Электропром»

В 2008—2009 гг. предприятием были разработаны и поставлены комплекты электрооборудования для управления главными электроприводами буровых установок БУ-4200/250 ЭКБМЧ в контейнерном исполнении с использованием преобразователей частоты компании SIEMENS. Буровые установки производства ООО «Уралмаш Нефтегазовое Оборудование Холдинг», оснащенные электрооборудованием ООО «Электропром», работающие на Бованенковском месторождении (п-ов Ямал), обеспечивают наполнение газопровода «Северный поток-1», большая часть газа из которого поступает в Европу.
С 2009 г. по 2020 г. под руководством Абрамова Б. И. компания «Электропром» выпустила целый ряд комплектных устройств управления, которые рассчитаны на применение в буровых установках с условной глубиной бурения от 3900 до 6500 м, и максимальной нагрузкой от 200 до 400 т. В их число входят установки: БУ 4500/250 ЭК-БМ(Ч), БУ 4500/270 ЭК-БМ(Ч), БУ5000/320 ЭК-БМ(Ч), БУ6000/400 ЭК-БМЧ «Арктика», БУ 6500/450 ЭЧРК-БМ. Электроприводы поставляются на базе транзисторных преобразователей с цифровым управлением и обеспечивают работоспособность всех механизмов буровой установки. Комплектное устройство управления главными и вспомогательными приводами, как правило, состоит из 2-х контейнеров (модулей), включающих в себя все преобразовательное и распределительное оборудование. Контейнеры снабжены системой микроклимата и обеспечивают работу электроприводов в расширенном диапазоне внешних температур.
С 2014 году началось изготовление комплектов управления электроприводами для «типовых» буровых установок БУ 5000/320 ЭКБМЧ — наиболее востребованных на рынке бурового оборудования и применяющихся для бурения во всех климатических регионах Российской Федерации.
В 2020 г. начата разработка комплекта электрооборудования для «Бурового комплекса ледостойкой стационарной платформы ЛСП». Буровой комплекс БК 6000/4000 ЛСП впервые будет выполнен силами отечественного производства. Главные приводы — переменного тока с автоматизированной цифровой системой управления, сертифицированные одним из признанных международных классификационных обществ и одобренные Российским морским регистром судоходства. Все изготовленное оборудование предназначено для работы на месторождениях в суровых условиях Крайнего Севера и Сибири с рабочей температурой окружающего воздуха от −60 градусов Цельсия до + 40 градусов Цельсия. Объекты удалены от промышленных баз и сервисных центров на большие расстояния.
Производственный цикл работы буровых установок — непрерывный, при этом многолетняя эксплуатация изделий, разработанных и изготовленных ООО «Электропром», показала их высокую надежность и работоспособность.
Последние разработки ООО «Электропром» по техническому уровню не уступают зарубежным, а по некоторым параметрам их превосходят.

Пульт управления буровой установкой и электроприводами

Внутренние конструкции буровой установки. Элементы для подвешивания буровых труб

ООО «Электропром» выполнял заказы практически для всех новых нефтяных и газовых месторождений: Ямбургское, Юрхаровское, Ямальское, Заполярное, Ванкоровское, Якутское, Восточно-Сибирское, Уренгоское, Тарко-Сале, Вагапурское, Южно-Тамбейское, Приобское, Малобалыкское, Приразломное, Мамонтовское и др.
Подавляющее большинство всех буровых установок в этих районах оснащалось комплектными электроприводами производства ООО «Электропром», которые использовались и для заполнения нефтепровода «Сила Сибири», идущего в Китай. С разных месторождений, в том числе предназначенных для разбуривания буровыми комплексами БК 6000/400 ЛСП «А», выполняется перекачка газа по газопроводу «Северный поток-2» в Европу.
В России доходы федерального бюджета от продажи энергоносителей нефти, газа и угля составляют 35-40 %. Это достигается, в том числе благодаря разработкам коллектива предприятия и лично Б. И. Абрамова, которые внедрены в большом количестве серийного электрооборудования буровых установок и экскаваторов.
Огромной заслугой Абрамова Б. И. является, начиная с 1996 года, разработка и организация серийного производства электрооборудования для буровых установок. За период с 2004 по 2021 год было поставлено более 330 современных комплектов электрооборудования для наземных буровых установок. При этом комплектные устройства для электроприводов буровых установок, поставленные ООО «Электропром» за последние 10 лет, составляют более 75 % от общего количества аналогичных комплектных устройств, эксплуатируемых в настоящее время в Российской Федерации.
Кроме того, по инициативе Абрамова Б. И., в 2017 г. ООО «Электропром» начало принципиально новые для себя работы по разработке шахтных подъемных машин (ШПМ).
В 2017—2019 г.г. было поставлено электрооборудование для Гайского ГОКа, ТО «Горус» (Казахстан), оборудование клетьевой и скиповой ШПМ для ООО «Башмедь», мобильная ШПМ для «Шахтостроительного управления» Ново-Учалинского подземного рудника. Мобильная ШПМ обеспечивает бадьевой подъем, подъем-спуск людей, спуски материалов и оборудования, выдачу породы от проходки ствола, обеспечивая высоту подъема от 40 до 1174 м и перемещение полезного груза в 10 000 кг. Работу ШПМ обеспечивают два электродвигателя мощностью по 1250 кВт.
В 2020 г. начаты работы по разработке скипо-клетьевой ШПМ для АО «Учалинский ГОК», обеспечивающей высоту подъема до 1390 м, грузоподъемность 50 тонн, оснащённую приводным электродвигателем мощностью 5 500 кВт. На май 2021 года поставлено заказчикам 9 комплектов ШПМ.
Совместно с Абрамовым Б. И. значительный вклад в разработку современных российских буровых установок, экскаваторов и шахтных подъемных машин внесли работники ООО «Электропром»:
Юньков М. Г., Кочетков В. Д., Портной Т. З., Парфенов Б. М., Коган А. И., Бреслав Б. М., Кожаков О. И., Шиленков В. А., Авдеев В. Е., Сафарян Н. В., Тарапанова Н. И., Иванов А. Г., Горшенин Н. А. и ведущие специалисты Аронов А. С., Алексеенко Т. А., Боровихин В. В., Берляев Д. М., Богачев Е. В., Богданов В. М., Брагилевский Е. Л., Горшенин К. Н., Гордяк С. В., Григорьев Д. М., Дацковский Л. Х., Ефимов А. В., Ерохин В. И. Зайцева Ю. С., Зеленцова Т. Л., Иоффе В. М., Ионова М. Н., Иванов А. В., Кузьмин И. К., Кошель В. Э., Корева Н. В., Кущев Ю. Н., Кожичкина Р. А., Козаченко Г. М., Красоткин М. Е., Конышев Л. И., Лукин В. П., Лаврухин В. Ю., Мельниченко А. А., Мельниченко В. А., Молдавский Э. Д., Моцохейн Б. И., Орлов Ю. А., Очеретнюк В. А., Пономарев В. М., Перемыщева Е. А., Порываева О. М., Прохорова Н. В., Плешков А. В., Поляков А. Н., Савин М. Н., Савельев А. Д., Смирнов И. В., Синицина С. И., Симонов А. В., Сухов С. А., Сахаров С. В., Ташлицкий М. М., Тимошенко В. Д., Тросман Я. М., Филиппов Н. А., Шелухина И. Ю., Шевырев Ю.В, Шишков А. В., Шестернин В. М., Шалашова Т. М., Шалагин М. А., Щеболев А. Ю., Черешнева Н. В., Чекалина С. А., Федоров А. М., Чуриков А. М. и многие другие.

### Научная работа
Абрамов Борис Иванович является одним из ведущих в мире специалистов в области автоматизированного электропривода.
Во ВНИИЭлектропривод и в ООО «Электропром» Б. И. Абрамовым создана научная и инженерная школа разработки новых автоматизированных электроприводов постоянного и переменного тока для всех типов наземных и морских буровых установок, исследованием и разработкой энергосберегающих систем электропривода, в том числе для экскаваторов и шахтных подъемных машин.
Работы Абрамова Б. И. получили широкое использование при разработке и внедрении большого количества электрооборудования для различных буровых установок, шахтных машин и экскаваторов.
По совокупности работ, решением Президиума Академии электротехнических наук России, 16 февраля 2011 года Абрамову Борису Ивановичу присвоено почетное звание «Доктор электротехники».
Решением Общего собрания Академии электротехнических наук РФ в феврале 2015 г. Б. И. Абрамов избран действительным членом Академии Электротехнических наук Российской Федерации.
Б. И. Абрамов является автором и соавтором 5 монографий, 50 статей и 10 авторских свидетельств, опубликованных в ведущих научно-технических журналах, в том числе в журналах «Электротехника», «Приводная техника», в сборниках научных трудов международных конференций по автоматизированному электроприводу, в сборниках научных трудов ВУЗов и т. д.
Работы Абрамова Б. И. являются научно основой для построения современных автоматизированных электроприводов буровых установок, экскаваторов и шахтных подъемных машин.

### Общественная деятельность
Б. И. Абрамов является активным участником подготовки Всесоюзных и международных конференций по автоматизированному электроприводу (АЭП), членом программного комитета по проведению VII Международной (XVIII Всероссийской), в г. Иваново, VIII Международной (ХIХ Всероссийской) конференции по автоматизированному электроприводу) в г.Саранск, 2014 г., участником международных выставок «Электро», «Нефтегаз», «Нефть и газ» (MIOGT), выставок ВДНХ (СССР).

### Награды
За многолетний добросовестный труд и высокие достижения в работе Б. И. Абрамов награжден:
— медалью ордена «За заслуги перед отечеством II степени» (№ 68755) — Указ Президента Российской Федерации от 4 марта 2003 г.
— медалью «В память 850-летия Москвы» 1997 г.
— медалью «Ветеран труда».
— медалью «П. Н. Яблочкова» академии электротехнических наук РФ — за выдающиеся работы в области электротехники. 2016 г.
— медалью «Лауреат ВВЦ» за разработку и внедрение комплектных электроприводов буровых установок.

### Отзывы о личности Б. И. Абрамова
Почетный член АЭН РФ, д.т. н., профессор Юньков М. Г.:
«Абрамов Б. И. является представителем научно-производственной школы электроприводчиков России, который сочетает в себе ученого и инженера. Особенностью его деятельности является его постоянное стремление к поиску новых решений и доведение их до промышленного внедрения».
Действительный член Академии электротехнических наук РФ, доктор электротехники Кочетков В. Д.
«Абрамов Б. И. — профессиональный асс».
Журнал «Генеральный директор»:
«По состоянию на июнь 2021 года, Б. И. Абрамов входит по рейтингу в первую сотню руководителей, благодаря профессионализму Бориса Ивановича, качественному и ответственному выполнению должностных обязанностей, целеустремленности и лидерским качествам»".

### Интересные факты

Вечный огонь у Кремлёвской стены 19.02.2009

По поручению Правительства Москвы НПЦ «Электронефтегаз» ОАО «Электропривод» в 2003 году было разработано и установлено устройство управления Вечным огнем у Кремлёвской стены в Александровском саду, которое работает и в настоящее время (ответственные исполнители темы — Б. И. Абрамов, Е. Л. Брагилевский).